# 烏季奇河

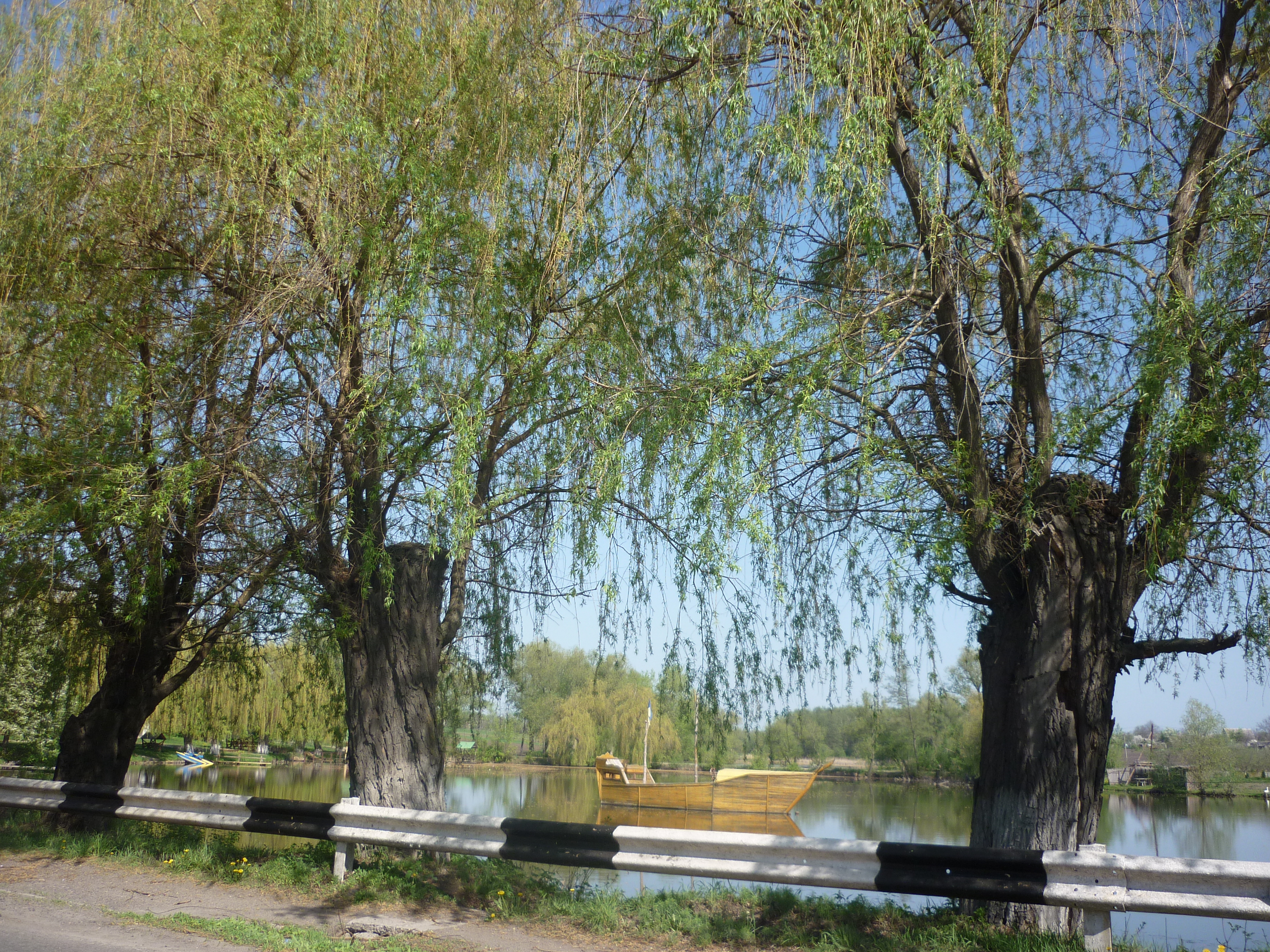

烏季奇河（烏克蘭語：Удич），是烏克蘭的河流，位於該國中部，屬於南布格河的支流，流經切爾卡瑟州和文尼察州，河道全長56公里，流域面積681平方公里。